# Pichipichoy
Pichipichoy es un caserío de la comuna de Panguipulli, Región de Valdivia, Chile, ubicado en el sector oeste de la comuna cera de la localidad de Dollinco.
Aquí se encuentra la Escuela Rural El Manzano.

## Hidrología
Pichipichoy se encuentra cercano a los esteros Folilco y Cusilelfu, ambos tributarios del Río Iñaque.

## Accesibilidad y transporte
Pichipichoy se encuentra a 17,4 km del Pirehueico a través de la Ruta 203.